# 櫻島港
樱岛港是位于鹿儿岛县鹿儿岛市的樱岛和新島的港口，属于《港口法》规定的地方港口。该港口由樱岛渡轮码头以及位于樱岛和新岛的其他19个港口设施组成。樱岛渡船码头由鹿儿岛县管理；其他19个港区则由鹿儿岛市管理。